# Cuerpos intermedios
Cuerpos intermedios o intermediarios son las entidades sociales o políticas intermedias entre el individuo y el Estado. Independientes y autónomos, se constituyen o instituyen, de forma natural (las distintas formas de familia) o por acuerdo deliberado (las instituciones), para cumplir una función de interés común a los que los componen.
En la concepción más extrema del liberalismo, todos ellos han de ser eliminados de la vida pública para que no haya ningún obstáculo en la consecución de una completa igualdad política, en ausencia de privilegios, y de una absoluta libertad de mercado, en ausencia de corporativismo. Por el contrario, tanto los defensores del Antiguo Régimen como los partidarios de otros sistemas políticos y sociales contemporáneos (muy diferentes entre sí: el conservadurismo, el liberalismo social, etc.) defienden su existencia como necesaria para la preservación de los vínculos sociales y del cuerpo político. Aunque todavía se sigue produciendo el enfrentamiento entre una forma y otra de concebir las relaciones humanas, la imposición del modelo liberal se produjo esencialmente desde finales del siglo XVIII y en el siglo XIX con hitos tales como la destrucción del "régimen feudal" (L’Assemblée nationale détruit entièrement le régime féodal, decreto de la noche del 4 de agosto de 1789), la ley Le Chapelier, la libertad de comercio, la desamortización, la desvinculación, la abolición de los señoríos, los enclosures, poor laws, supresión de la tasa de granos o de las corn laws, etc., en lo que Karl Polanyi denominó La gran transformación.
Aunque hay instituciones similares en la Edad Antigua (los collegia y el clientelismo romanos), puede considerarse a los cuerpos intermedios como herederos directos de ciertas corporaciones propias del Antiguo Régimen, como las universidades y los gremios (corps en francés). Montesquieu entiende como cuerpos intermedios los estamentos y las colectividades territoriales particularistas propias de esa época (genéricamente "reinos y señoríos"), así como sus instituciones (en Francia, los Estados Generales, y los Parlamentos), que limitan las pretensiones absolutistas de la monarquía.
En la Edad Contemporánea son los partidos políticos, los sindicatos, las asociaciones empresariales y organizaciones de todo tipo, habitualmente las que se designan como "sin ánimo de lucro", pero también los grupos de presión. Cualquier entidad territorial de ámbito inferior al Estado es un cuerpo intermedio: tanto las ámbito local (municipio) como de mayor tamaño (comarca, provincia, región).
Pierre Rosanvallon las denomina institutions de l'interaction ("instituciones de interacción" -interacción social-). Yves Mény las agrupa en tres categorías: las político-sociales (partidos políticos, sindicatos, patronales), las profesionales-sectoriales (cámaras de comercio y agrarias, colegios profesionales) y las asociaciones.
Las diferentes afinidades e identidades presentes en la sociedad, llevan a la formación de entidades que asocian a sus miembros en función de ellas (condiciones, creencias, intereses o simples aficiones), originando todo tipo de clubes (deportivos, culturales o meramente "sociales"), instituciones de base religiosa (iglesias de distinta confesión, y dentro de cada una, las agrupaciones de base territorial -parroquias, diócesis- o devocional -órdenes religiosas, cofradías-), etc.
Los medios de información, que forman la opinión pública (opinion leadership -"formador de opinión"-) y sirven de intermediación entre la sociedad civil y el poder político, pueden también ser considerados como un cuerpo intermedio.
En la España del franquismo (1939-1975) se definían como entidades naturales "la familia, el municipio y el sindicato", y se pretendía restringir a esos ámbitos, representados "orgánicamente" en las instituciones (democracia orgánica) la expresión de la voluntad política y la participación en la vida económica y social; siempre encuadradas en los límites del mecanismo totalitario, de inspiración fascista, denominado Movimiento Nacional. Entre los múltiples componentes ideológicos o "familias" que confluían en el franquismo estaban el "nacional-sindicalismo" o falangismo, el "nacional-catolicismo", el tradicionalismo carlista, el militarismo y el conservadurismo autoritario.